# Paula Wessely

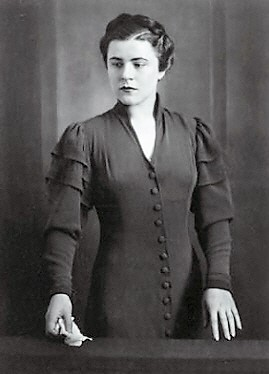
Paula Wessely, 1930er Jahre

Paula Anna Maria Wessely (* 20. Jänner 1907 in Wien, Österreich-Ungarn; † 11. Mai 2000 ebenda) war eine österreichische Film- und Theaterschauspielerin. Sie war die Ehefrau von Attila Hörbiger und die Mutter der Schauspielerinnen Christiane Hörbiger, Elisabeth Orth und Maresa Hörbiger.

## Leben

### Kindheit und Jugend
Paula Wessely war die zweitälteste Tochter des Wiener Fleischermeisters Carl Wessely und seiner Ehefrau Anna geb. Orth. Carl Wesselys ältere Schwester Josephine Wessely (1860–1887) feierte am Wiener Burgtheater Erfolge, bis sie überraschend mit 27 Jahren starb. Sie war somit die Tante von Paula, nicht wie oft fälschlich angenommen wird, ihre Schwester. An Paulas Schminktisch stand später stets ein Bildnis der Tante. Ihre Mutter war tänzerisch sehr begabt, hatte aber auf Wunsch ihres Bruders, eines Lehrers, auf die Aufnahme in das Corps de ballet verzichtet.
Wessely wurde in der Salvatorkapelle nach altkatholischem Ritus getauft. Sie besuchte die Volks- und die Bürgerschule und war stets Klassenbeste. Besonderen Eindruck hinterließen ihre Rezitationen. Ihre Deutsch- und Geschichtslehrerin Madeleine Gutwenger gab den ohnehin theaterbegeisterten Eltern den Rat, ihre Tochter eine künstlerische Laufbahn einschlagen zu lassen.
Ihr erster öffentlicher Auftritt erfolgte am 18. Mai 1922, als sie bei einer schulischen Wohltätigkeitsveranstaltung die Agnes in Hermann Sudermanns Einakter Fritzchen darstellte. Als daraufhin die Zeitung Reichspost sie „wegen ihres natürlichen Spiels“ erwähnte, schrieb die 15-Jährige in einer Hausaufgabe mit dem Titel Rückblick und Ausblick am 12. Juni 1922: „Das Theater ist es, das mein Wirkungskreis in späteren Jahren sein soll…“

### Frühe Theaterlaufbahn
So sprach sie, begleitet von ihrer Lehrerin Madeleine Gutwenger, an der Staatsakademie für Musik und darstellende Kunst vor. Sie trug ein Gedicht von Ferdinand von Saar, eine Szene aus Weh dem, der lügt und einen Monolog aus Iphigenie auf Tauris vor. Wessely wurde aufgenommen und erhielt im Wintersemester 1922/1923 ihren ersten Unterricht. Am 20. Oktober 1923 gastierte sie mit Karl Gutzkows Uriel Acosta im Akademietheater. Nach ihrer Abschlussprüfung besuchte sie von 1924 bis 1926 das Max-Reinhardt-Seminar in Wien.
Bereits 1924 trat sie zum ersten Mal im Wiener Volkstheater auf, wo sie bis 1926 engagiert war. Ihr Debüt feierte sie als Zofe im Stück Cyprienne von Victorien Sardou an der Seite von Leopoldine Konstantin. Dort und am Raimundtheater war sie in ihren ersten Jahren besonders in Boulevardstücken als Stubenmädel und in ähnlichen Rollen zu sehen.
Im Herbst 1926 holte sie Theaterdirektor Leopold Kramer an das Deutsche Theater in Prag. Bereits bei ihrem dortigen Debüt in der Salonkomödie Die neuen Herren von Flers-Croisset war sie Partnerin ihres späteren Ehemannes Attila Hörbiger. In ihrem vermutlich ersten Zeitungsinterview, das sie am 2. September 1926 dem Wiener Tagblatt gab, äußerte sie mit Blick auf ihren Aufenthalt in Prag: „Die Karrieren werden ja doch nur draußen gemacht.“
Nach dem Ende des ihr gewährten einjährigen Urlaubes kehrte sie 1927 wieder zu Rudolf Beer an das Wiener Volkstheater zurück. Ihr Marktwert war nach einem Jahr derart gestiegen, dass sich Kramer in einem Brief an Beer vom 1. September 1927 bereiterklärte, 60.000 Kronen Konventionalstrafe für Wesselys Bleiben zu bezahlen, doch Beer lehnte ab. Bis 1929 spielte sie wieder am Volkstheater. Außer in Die Frau vom Meer und Frühlings Erwachen spielte sie wieder vorwiegend in Boulevardstücken. Als ihr die bereits zugesagte Rolle der Jenny in Die Dreigroschenoper vorenthalten wurde, kündigte sie.

### Am Theater in der Josefstadt
Ab 1929 spielte sie zusammen mit Attila Hörbiger im Wiener Theater in der Josefstadt unter Max Reinhardt. Bereits ihre Antrittsrolle als Kiki im gleichnamigen Stück von André Picard bezeichnete die Reichspost als „die Sensation des Abends“. Wessely war zu dieser Zeit vorübergehend mit ihrem Kollegen Hans Jaray liiert, den sie am Volkstheater kennengelernt hatte.
Als Reinhardts Stellvertreter Emil Geyer ihr wieder die Rolle eines Stubenmädels zuteilte, ließ sie sich durch ihren Anwalt krankmelden. Ihr Anwalt bemühte sich um eine gütliche Lösung und erreichte, dass eine Kollegin für sie einsprang. Bald darauf stand sie in Felix Saltens Schauspiel Der Gemeine neben Hans Moser, Adrienne Gessner und Attila Hörbiger wieder in einer Hauptrolle auf der Bühne.
1930 konnte sie erstmals bei den Salzburger Festspielen in einer prestigeträchtigen Reinhardt-Inszenierung auftreten. Sie spielte als Nachfolgerin von Helene Thimig die Luise in Kabale und Liebe. Ab 1932 spielte sie auch am ebenfalls zu den Reinhardt-Bühnen gehörenden Deutschen Theater Berlin.
Am 17. September 1932 feierte sie dort unter der Regie von Karl Heinz Martin als Rose Bernd von Gerhart Hauptmann ihren endgültigen Durchbruch. Die Begeisterung bei Publikum und Kritik war einhellig. Alfred Kerr schrieb im Berliner Tageblatt über sie: „Nur das Wort wunderbar ist möglich“ und Werner Krauß sprach vom „größten schauspielerischen Eindruck, den ich je empfangen habe“. Sie nahm, als das Publikum bereits während der Pause nach dem dritten Akt durchapplaudierte, zunächst allein und dann an der Seite von Gerhart Hauptmann, aus Anlass von dessen 70. Geburtstag das Schauspiel aufgeführt worden war, die Ovationen des Publikums entgegen.
Weitere Rollen folgten. Großen Erfolg hatte sie ebenfalls 1932 in der Titelrolle der Operette Sissy von Fritz Kreisler als Elisabeth von Österreich-Ungarn an der Seite von Hans Jaray als Kaiser Franz Joseph. Während sie für ihre Rolle in Rose Bernd intensiv die schlesische Mundart geübt hatte, unterzog sie sich zur Vorbereitung auf die völlig anders geartete Operette einem eigenen Gesangsstudium.
Am 20. Februar 1933 war sie als Christine unter der Regie von Paul Kalbeck Hauptdarstellerin in der Premiere des Stücks Liebelei am Theater in der Josefstadt. Sie war auch zu Probeaufnahmen für die Verfilmung eingeladen, doch wurde ihr Magda Schneider vorgezogen. Am 17. August 1933 stand sie bei den Salzburger Festspielen erstmals als Gretchen in Faust an der Seite von Ewald Balser vor dem Publikum und spielte diese Rolle fünf Sommer lang. 1936 feierte sie ihr Debüt am Burgtheater in der Titelrolle von George Bernard Shaws Die heilige Johanna.

### Erfolg als Filmschauspielerin
Nach Wesselys Erfolg als „Rose Bernd“ wurden ihr von mehreren Filmfirmen ergebnislos Rollenangebote vorgelegt, die sie jedoch aufgrund der für sie ungeeigneten Drehbücher vorerst ablehnte. Dass sie nicht dem damaligen Ideal einer Filmschönheit entsprach, dürfte jedoch eine Legende sein. Willi Forst und Walter Reisch erdachten schließlich eine vollkommen auf sie zugeschnittene Handlung, so dass Wessely mit dem 1934 herausgebrachten Film Maskerade gleich als weibliche Hauptrolle an der Seite von Adolf Wohlbrück ins Filmgeschäft einsteigen konnte. In diesem Film hatte sie die bezeichnenden Worte zu sagen: „Warum soll gerade ich ihm gefallen?“ Auf ihren Wunsch übernahm mit Franz Planer der damals beste österreichische Kameramann die Bildgestaltung. Der Film wurde ein außergewöhnlicher Erfolg und Paula Wessely war damit die erste bedeutende Theaterschauspielerin überhaupt, die auch auf der Leinwand ein Star wurde. Ihre Frisur mit einem schrägen Scheitel auf der linken Seite machte Mode.
Bereits am 22. September 1934 wurde sie im Rahmen einer offiziellen Gesellschaft erstmals zu Adolf Hitler geladen. Weitere Filme wie Episode (1935), wofür sie in Venedig sogar als beste Schauspielerin mit der Coppa Volpi ausgezeichnet wurde, Ernte (1936) und Spiegel des Lebens (1938) machten sie noch vor Anbruch der Ära des Nationalsozialismus in Österreich zu einem Filmstar des gesamten deutschsprachigen Raums. 1935 gründete sie ihre eigene Produktionsfirma Vienna-Film Ges. m. b. H. Wegen ihrer „nichtarischen“ Partner musste die Firma nach dem „Anschluss Österreichs“ die Produktion einstellen.
Am 23. November 1935 heiratete sie im Wiener Rathaus den elf Jahre älteren Schauspielerkollegen Attila Hörbiger. Trauzeugen waren Schauspieler Hans Jaray und Attilas Bruder Alfred. Mit Hörbiger, mit dem sie zeitlebens auch künstlerisch zusammenarbeitete, kaufte sie ein Haus in Grinzing, Himmelstraße 24. Im folgenden Jahr wurde das erste Kind Elisabeth Orth (Orth ist ein Künstlername, übernommen nach der Großmutter mütterlicherseits) geboren, 1938 Christiane Hörbiger und 1945 Maresa Hörbiger. Ihren Beruf konnte sie uneingeschränkt fortsetzen, denn schon bei der Geburt der ersten Tochter verfügte der Haushalt über reichlich Personal.

### Nationalsozialismus

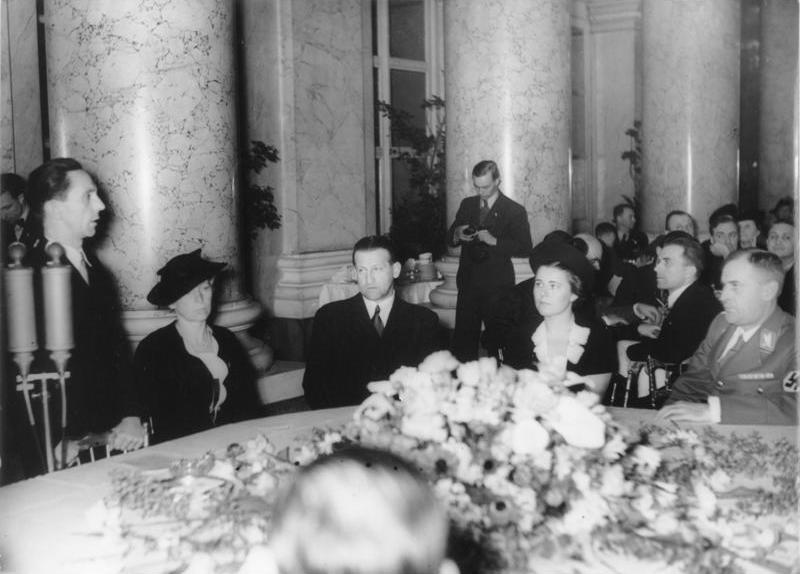
Bei einem Empfang in der Wiener Hofburg am 30. März 1938, v. l. n. r. Joseph Goebbels, Gertrud Seyß-Inquart, Kajetan Mühlmann, Paula Wessely

Wesselys verstärkte Arbeit in Deutschland ab 1934 brachte sie auch mit dem nationalsozialistischen Regime in Kontakt. Sie achtete jedoch darauf, nicht zu sehr von den Nationalsozialisten politisch vereinnahmt zu werden, da sie auch im Österreich des austrofaschistischen Ständestaats engagiert war. Im Oktober 1934 wurde sie Mitglied der Reichsfachschaft Film, nachdem sie den „Ariernachweis“ erbracht hatte.
Nach der Geburt ihrer Tochter Elisabeth 1936 echauffierte sich unter anderem Alfred Frauenfeld, zu diesem Zeitpunkt Geschäftsführer der Reichstheaterkammer, darüber, dass Wessely bei einem jüdischen Arzt entbunden hatte, zumal Joseph Goebbels ihr ein Blumenarrangement überreichen ließ. Während Goebbels und Hitler die Nähe zu Filmgrößen wie Wessely suchten, zögerte sie etwa bei der Aufforderung zur Mithilfe beim Winterhilfswerk des Deutschen Volkes. Auch die zunehmende rassistische Diskriminierung von Freunden des Ehepaars Hörbiger in Deutschland veranlasste Wessely und ihren Ehemann dazu, Anstellungen für ebenjene Freunde zu suchen. Die Versuche scheiterten zwar, blieben für sie jedoch ohne Konsequenzen, da die Führungsspitze des NS-Regimes ihnen das Engagement nicht verübelte. Vorwürfe der entsprechenden „Rassenideologen“ wie Hans Hinkel mussten deshalb stillschweigend archiviert werden. Versuche Goebbels’, Ende 1937 unter hohem finanziellen Aufwand Wessely und ihre Familie nach Berlin zu holen, scheiterten.
Nach dem „Anschluss Österreichs“ stellte auch sie sich der NS-Propaganda für die „Volksabstimmung“ zur Verfügung: „Ich freue mich, am 10. April 1938 das Bekenntnis zum großen volksdeutschen Reich mit ‚Ja’ ablegen zu können …“
Goebbels war sich bei Wessely ebenso wie bei anderen Filmstars bewusst, dass diese keine Nationalsozialisten waren, weshalb ihre offene Religiosität, die sie „fast jeden Sonntag“ in die Annakirche führte, hingenommen wurde, ebenso wie ihre früheren Aktivitäten für das österreichische Regime, wo sie sich „bei verschiedenen Aktionen von Frau Dollfuß und Frau Schuschnigg zur Verfügung gestellt“ habe.
Mehr denn je pendelte sie zwischen dem Deutschen Theater in Berlin und dem Theater in der Josefstadt. Am 14. Februar 1939 feierte sie in Berlin Premiere in der Titelrolle des Dramas Dorothea Angermann von Gerhart Hauptmann. Am 23. Dezember 1939 stand sie in Wien an der Seite ihres Ehemanns in Der Widerspenstigen Zähmung erstmals in einem Shakespeare-Stück auf der Bühne.
Mit einer Frau, die in Ein Leben lang auf die Rückkehr ihres Geliebten und Vaters ihres Kindes wartet, übernahm Wessely 1940 eine Filmrolle, die dem propagandistischen Frauenideal vor dem Hintergrund des Zweiten Weltkriegs entsprach. Sie gehörte während der Kriegszeit mit Gagen von bis zu 150.000 Reichsmark pro Film zu den bestbezahlten Filmstars der „großdeutschen“ Filmproduktion.
1941 verkörperte Paula Wessely im nationalsozialistischen Propagandafilm Heimkehr von Gustav Ucicky eine von Polen verfolgte Deutsche. Im Neuen Wiener Tagblatt erklärte sie dazu noch vor der Premiere: „Es ist eine hohe und verantwortungsvolle Aufgabe, die mir hier gestellt wurde und die ich doch mit Freude übernommen habe.“
Zur Mitwirkung in diesem Propagandafilm nahm sie nach dem Ende des Zweiten Weltkriegs verschiedentlich Stellung. Im März 1946 erklärte sie in einem Interview für die Zeitung Die Jugend, sie habe sich nicht getraut, die Rolle abzulehnen, da sie durch ihre katholische Gesinnung und einen großen Kreis jüdischer Freunde belastet gewesen sei.
1971 sagte sie dem Filmhistoriker Walter Fritz, sie wünschte, an diesem Film nicht mitgewirkt zu haben. Leider habe sie dessen Tragweite erst erkennen können, als sie ihn fertig vor sich gesehen habe.
1985 sagte sie zu ihrer Mitwirkung in diesem Film, sie bedaure es sehr, damals nicht den Mut gehabt zu haben, sich zu widersetzen, betonte aber gleichzeitig, dass sie sich für jüdische Künstler eingesetzt habe.
In der Endphase des Zweiten Weltkriegs wurde sie von Adolf Hitler im August 1944 in die Gottbegnadeten-Liste der wichtigsten Künstler aufgenommen, was sie vor einem Kriegseinsatz, auch an der Heimatfront bewahrte. In die Vereinigten Staaten emigrierte Freunde Wesselys wie Hans Jaray verbürgten sich nach Kriegsende für sie.

### Nachkriegszeit
Nachdem das Ehepaar Hörbiger sich im April 1945 in den Westen Österreichs „abgesetzt“ hatte, kehrte es Anfang Oktober 1945 nach Wien zurück. Wegen ihrer Mitwirkung in Heimkehr erhielt sie durch die Amerikaner in Wien Auftrittsverbot, konnte aber in Innsbruck, das in der französischen Zone lag, am dortigen Landestheater als „Minderbelastete“ problemlos auftreten. Ab 30. August 1945 war sie dort als Christine in Liebelei zu sehen. Auch der aus der amerikanischen Emigration zurückgekehrte Ernst Haeusserman hatte sich für Paula Wessely eingesetzt. Ende März 1946 durfte Wessely als Shen Te/Shui Ta in Der gute Mensch von Sezuan wieder in der Josefstadt agieren. Der damalige kommunistische Wiener Kulturstadtrat Viktor Matejka versuchte erfolglos, Wesselys stillschweigenden Wiederauftritt in Wien als Entnazifizierung zu verkaufen, und bewegte damit Helene Weigel dazu, sich im Namen von Bertolt Brecht gegen die Aufführung mit Wessely auszusprechen.

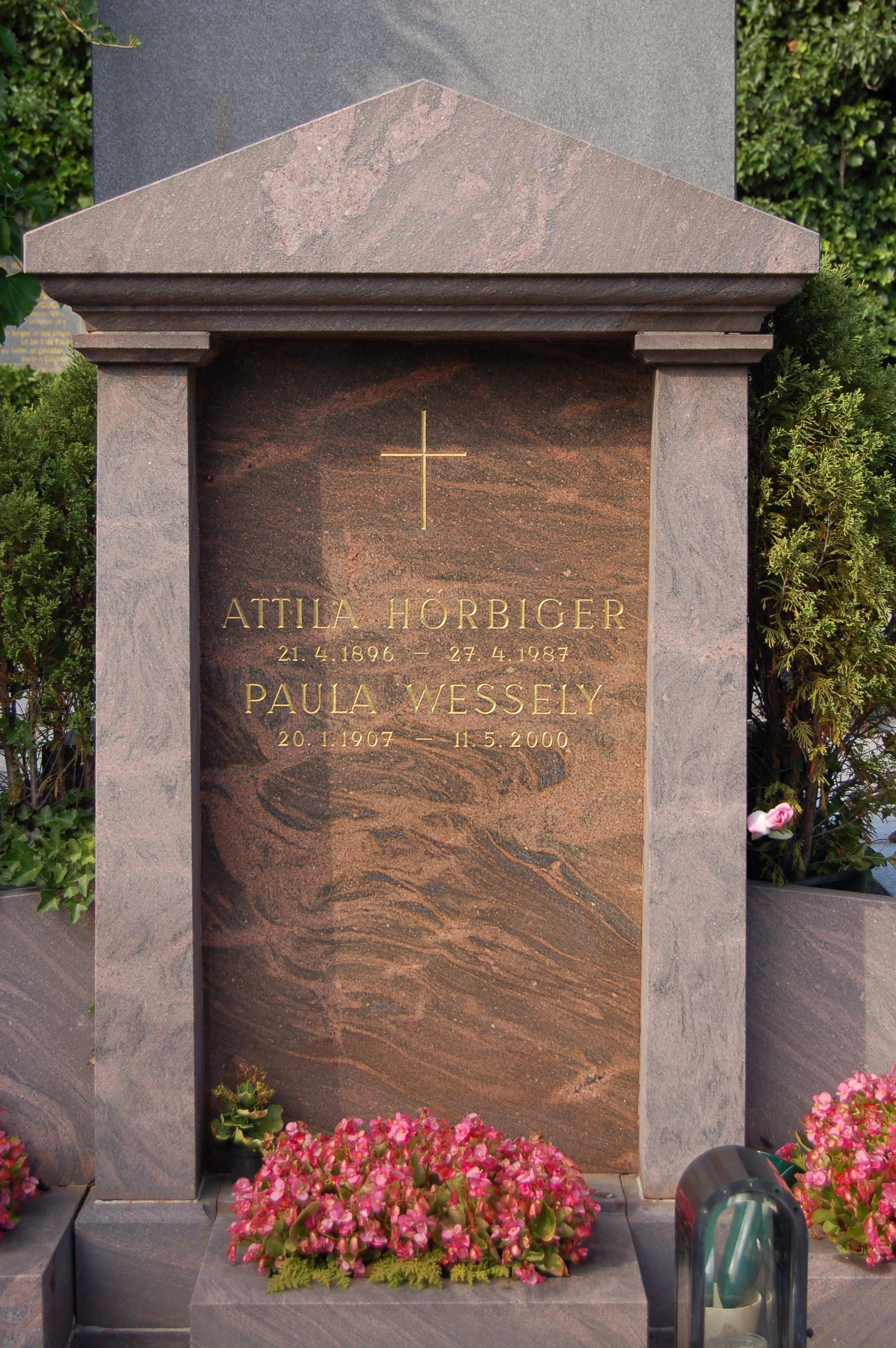
Grabmal von Paula Wessely und Attila Hörbiger auf dem Grinzinger Friedhof

Im Herbst 1946 erlitt sie eine schwere Nervenkrise, in deren Verlauf sie ihre Kinder und sich selbst bedrohte. Sie wurde ins Allgemeinen Krankenhaus eingewiesen und konnte sieben Monate nicht mehr auftreten. Der Psychiater Hans Hoff therapierte Wessely mit Elektroschocks. Das Geschehen blieb der Öffentlichkeit nicht verborgen und diente Elfriede Jelinek als Stoff für ihr Stück Burgtheater. Einer der behandelnden Ärzte, der sie auch aus der stationären Behandlung entlassen hatte, war Dr. Placheta, der später einer breiten Öffentlichkeit unter dem Namen Gunther Philipp bekannt wurde.
Am 19. Mai 1947 stand sie in Juliane Kays Vagabunden als Ärztin Elisabeth Kamma neben ihrem Ehemann wieder in der Josefstadt auf der Bühne. Ebenfalls an seiner Seite hatte sie großen Erfolg in ihrem ersten Nachkriegsfilm Der Engel mit der Posaune als tragische Halbjüdin. Der amerikanische Kulturoffizier Otto de Pasetti hatte sich für eine derartige Rolle Wesselys eingesetzt mit dem erklärten Ziel, ihre Rolle in Heimkehr in Vergessenheit geraten zu lassen.
1950 gründete sie gemeinsam mit Otto Dürer ihre eigene Filmproduktionsfirma Paula-Wessely-Filmproduktion und übernahm in deren Werken regelmäßig die weibliche Hauptrolle, so auch im aufwendig produzierten Historienfilm Maria Theresia (1951). 1957 wirkte Paula Wessely im Film Anders als du und ich von Veit Harlan mit. Durch die Änderungen wurde vor allem die Strafbarkeit der Kuppelei, derer Wessely als Mutter angeklagt war, in Frage gestellt. Ein leichtes Plädoyer gegen den § 175 drehte sich ins Gegenteil. 
Im Übrigen konzentrierte sie sich weiter auf die Theaterarbeit. 1953 wurde sie Ensemblemitglied des Wiener Burgtheaters. Dort trat „die Wessely“, wie sie allgemein genannt wurde, unter anderem in Der Alpenkönig und der Menschenfeind von Ferdinand Raimund, als Gretchen in Goethes Faust, 1958 am Akademietheater in Eugene O’Neills Fast ein Poet, 1959 als Genia Hofreiter in Arthur Schnitzlers Das weite Land, in My Fair Lady und 1984 mit Josef Meinrad in Der Unbestechliche auf. Einen außergewöhnlichen Erfolg feierte sie 1964 als Ella Rentheim in John Gabriel Borkmann.
Sie bekam den Titel einer Kammerschauspielerin verliehen. Noch im hohen Alter trat sie zusammen mit Attila Hörbiger im Burgtheater auf. Wessely bevorzugte Rollen mit duldenden, leidenden, aber auch starken und standhaften Frauen. Abgelehnt wurden von ihr der Part der morphiumsüchtigen Mutter in Eines langen Tages Reise in die Nacht, Mutter Courage, Elisabeth in Maria Stuart und Claire in Der Besuch der alten Dame. Lediglich in zwei Stücken Edward Albees, als Agnes in Empfindliches Gleichgewicht (1967) und Die Frau in Alles Vorbei (1972), trug sie „die dunklen Seiten ihrer Seele auf die Bühne“.

### Die letzten Jahre
Die letzte Schauspielpremiere ihres Lebens war Der Diamant des Geisterkönigs von Ferdinand Raimund. Es folgten eine Reihe umjubelter Leseabende. Mit einer Lesung anlässlich ihres 80. Geburtstages im Jänner 1987 verabschiedete sich Wessely im Wiener Akademietheater von ihrem Publikum. Im April starb Attila Hörbiger. Im selben Jahr erhielt sie den Titel der Burgtheater-Doyenne, welcher der dienstältesten Schauspielerin des Theaters zusteht.
Am 5. November 1987 war ihr letzter Auftritt, als sie Texte von Goethe, Brecht, Nestroy, Hilde Spiel und Jeannie Ebner vortrug.
1988 unterschrieb sie anlässlich der Waldheim-Affäre, angeregt von Hilde Spiel in der Zeitschrift profil, eine Forderung zum Rücktritt von Bundespräsident Kurt Waldheim. Als einzige der Unterzeichnenden fügte sie hinzu: „Ich fordere nicht, ich bitte.“
In der Folge litt sie zunehmend an Altersdepressionen. 1997 beging sie mit der Familie ihren 90. Geburtstag und lebte im Übrigen zurückgezogen in ihrem Haus in Wien-Grinzing zusammen mit ihrer Tochter Maresa und deren Sohn. Im April 2000 wurde sie mit einer schweren Bronchitis ins Wiener Hartmannspital eingeliefert, wo sie am 11. Mai 93-jährig verstarb. In ihrer letztwilligen Verfügung hatte sie festgehalten, dass sie von einer für Ehrenmitglieder vorgesehenen Verabschiedung auf der Feststiege des Burgtheaters Abstand zu nehmen wünsche. An der schlichten Messe in der Pfarrkirche Grinzing nahmen nur ihre Familie und wenige Freunde und Kollegen teil. Sie wurde auf dem Grinzinger Friedhof (Gruppe 6, Reihe 3, Nummer 3) im ehrenhalber gewidmeten Grab ihres Mannes beigesetzt.
Ihr schriftlicher Nachlass befindet sich im Archiv der Akademie der Künste in Berlin.

## Auszeichnungen
- 1935: Coppa Volpi als Beste Schauspielerin für Episode bei der Film-Biennale in Venedig.
- 1949: Max-Reinhardt-Ring
- 1960: Kainz-Medaille
- 1962: Bambi
- 1963: Österreichisches Ehrenkreuz für Wissenschaft und Kunst I. Klasse
- 1967: Ehrenmedaille der Bundeshauptstadt Wien in Gold
- 1976: Großes Silbernes Ehrenzeichen für Verdienste um die Republik Österreich (1952)
- 1979: Alma-Seidler-Ring, das weibliche Pendant zum berühmten Iffland-Ring (sie war die erste Trägerin – gestiftet wurde der „Alma-Seidler-Ring“ 1978 von der österreichischen Bundesregierung nach dem Tod der Burgschauspielerin Alma Seidler (1899–1977))
- 1982: Ehrenring der Stadt Wien
- 1984: Filmband in Gold für „langjähriges und hervorragendes Wirken im deutschen Film“

## Ehrungen
- Aus Anlass des 50. Geburtstages von Adolf Hitler wurde ihr am 20. April 1939 der Titel „Staatsschauspielerin“ verliehen.[15]
- 2002 wurde in Wien-Döbling der Paula-Wessely-Weg nach ihr benannt.[2]

## Filmografie
- 1934: Maskerade
- 1934: So endete eine Liebe
- 1935: Episode
- 1936: Die Julika (Ernte)
- 1937: Die ganz großen Torheiten
- 1938: Spiegel des Lebens
- 1939: Maria Ilona
- 1940: Ein Leben lang
- 1941: Heimkehr
- 1943: Späte Liebe
- 1943: Die kluge Marianne
- 1944: Das Herz muß schweigen
- 1948: Der Engel mit der Posaune
- 1949: Vagabunden
- 1950: Cordula (auch Produktion)
- 1951: Maria Theresia (auch Produktion)
- 1953: Ich und meine Frau (auch Produktion)
- 1954: Wenn du noch eine Mutter hast (Das Licht der Liebe, auch Produktion)
- 1954: Weg in die Vergangenheit (auch Produktion)
- 1955: Die Wirtin zur Goldenen Krone (auch Produktion)
- 1956: Liebe, die den Kopf verliert (Produktion)
- 1956: Wo die Lerche singt (Produktion)
- 1956: Maria Stuart (Fernsehfilm)
- 1957: Noch minderjährig (Unter Achtzehn, auch Produktion)
- 1957: Anders als du und ich (§ 175)
- 1958: Im Prater blüh’n wieder die Bäume (Produktion)
- 1959: Die unvollkommene Ehe (auch Produktion)
- 1960: Das weite Land (Fernsehfilm)
- 1961: Der Bauer als Millionär
- 1961: Jedermann
- 1961: Anatol (Fernsehfilm)
- 1962: Überfahrt (Fernsehfilm)
- 1963: Port Royal (Fernsehfilm)
- 1964: Eine Frau ohne Bedeutung (Fernsehfilm)
- 1966: Auf der Lesebühne der Literarischen Illustrierten (Fernsehserie, 1 Folge)
- 1968: Fast ein Poet (Fernsehfilm)
- 1969: Rumpelstilz (Fernsehfilm)
- 1973: Nichts als Erinnerung (Fernsehfilm)
- 1975: Die Dämmerung der Sehnsucht (Fernsehfilm)
- 1977: Glückssachen (Fernsehfilm)
- 1978: Der große Karpfen Ferdinand und andere Weihnachtsgeschichten (Fernsehfilm)
- 1979: Augenblicke – 4 Szenen mit Paula Wessely (Fernsehfilm)
- 1984: Wie war das damals? (Fernsehfilm)
- 1985: Aschermittwoch für Künstler (Fernsehfilm)
- 1986: Der Unbestechliche (Fernsehfilm)

## Theater
- 1930: George Bernard Shaw: Die heilige Johanna (Johanna) – Regie: Heinz Hilpert (Deutsches Theater Berlin)
- 1937: Franz Grillparzer: Hero und Leander – Regie: Heinz Hilpert (Deutsches Theater Berlin)
- 1938: Gerhart Hauptmann: Dorothea Angermann – Regie: Heinz Hilpert (Deutsches Theater Berlin)
- 1940: Anton Tschechow: Drei Schwestern (Mascha) – Regie: Hans Thimig (Theater in der Josefstadt Wien)
- 1955: Johann Wolfgang von Goethe: Faust. Der Tragödie erster Teil – Regie (Deutsches Theater Berlin)
- 1955: George Bernard Shaw: Candida – Regie: Josef Glücksmann (Akademietheater Wien)
- 1956: Friedrich Schiller: Maria Stuart – Regie: Leopold Lindtberg (Burgtheater Wien)
- 1958: Eugene O’Neill: Fast ein Poet – Regie: Oscar Fritz Schuh (Theater am Kurfürstendamm Berlin)
- 1964: Henrik Ibsen: John Gabriel Borkman – Regie: Fritz Kortner (Burgtheater Wien)
- 1964: William Shakespeare: Die lustigen Weiber von Windsor – Regie: Rudolf Steinboeck (Burgtheater Wien)
- 1969: Henrik Ibsen: Gespenster – Regie: August Everding (Thalia Theater Hamburg)
- 1971: Ferenc Molnár: Olympia – Regie: Peter Loos (Thalia Theater Hamburg)
- 1983: Bernhard Slade: Huldigung für Scottie – Regie; Adolph Spalinger (Theater unterwegs München)
- 1984: Der Unbestechliche (Rolle: Baronin)

## Hörspiele
- 1953: Carl Zuckmayer: Ulla Winblad oder Musik und Leben des Carl Michael Bellmann (Ulla Winblad) – Regie: Walter Ohm (Hörspiel – BR/RB/SWF)